# Dirty Fonzy
Dirty Fonzy est un groupe de punk rock français, originaire d'Albi, dans le Tarn. Le groupe est composé ou a vu passer d'anciens membres de groupes punk et street punk désormais séparés (Quatre Degrés Sept, Légitime Défonce, Nemless...),.

## Biographie

### Débuts (2003–2008)
Dirty Fonzy est formé en 2003 à Albi, dans le Tarn. Le premier album de Dirty Fonzy s'intitule Playing Punk Songs, et est publié sur le label Akirira en janvier 2004,. Il est produit par Fred Norguet (qui a produit entre autres le célèbre groupe de punk rock français Burning Heads) et a la particularité d'avoir été commercialisé avant que le groupe ne donne son premier concert. Par la suite ils joueront plus de 200 concerts, apparaissant notamment à La Ruda et en Europe.
Dirty Fonzy publie un deuxième album en 2008, intitulé Here We Go Again. Cet album, sorti chez Enragés Prod (label de Tagada Jones) marque une ouverture au niveau de la musique du groupe, qui n'évolue plus seulement dans la stricte sphère du punk rock mais se nourrit d'influences reggae, ska, country, folk et même hard rock ou hip-hop.
Cette même année, le groupe tourne un clip pour le single Back in Town. Cette vidéo en noir et blanc, au style proche du western, présente les membres du groupe entourés d'un freak show itinérant. Ils font de même pour la chanson Dirty Fonzy dont la particularité de la vidéo réside dans la présence de membres de Uncommonmenfrommars, Opium du Peuple, Nemless et Babylon Circus en lieu et place des musiciens habituels du groupe. Le scénario s'articule autour d'un dialogue entre un homme trompé et de son ami qui tente de lui remonter le moral.

### Playing Folk Songs(2009)
En 2009, le groupe sort un split CD avec les Bad Chickens, un autre groupe de street punk de Valence, sur le label Dirty Witch. Malgré une entrée en matière très orientée vers le punk hardcore old school, le disque est un hommage appuyé à Screeching Weasel. Il contient même deux reprises du groupe, Hey Suburbia et Slogans, reprises respectivement par Dirty Fonzy et Bad Chickens. La chanson Keep Your Shit, issue du split, est clippée en noir et blanc, au style très sobre, mélangeant des images de guerre et des gros plans des membres du groupe en train de chanter. Le 12 octobre 2009, toujours sur le label Dirty Witch, sort une compilation de versions acoustiques de morceaux de groupe, extraits de leurs trois albums. Cette compilation est intitulée Playing Folk Songs. Le clip de la chanson Million Miles Away est un road movie narrant les aventures de Johnny Guitare et de ses rencontres sur la route.

### Underground City(2010–2012)
Quelques jours après la sortie du clip du single Human Vegetable, l'album Underground City sort sur le label Dirty Witch Records le 6 décembre 2010. Le même jour, l'album est en écoute intégrale sur le site du groupe. L'album présente quelques titres de punk rock concis (OK Alright, Fuck You, You Suck) et pop (Abolition of Work). Comme sur l'album Here We Go Again, le groupe s'amuse à mélanger leurs influences punk rock avec d'autres influences, du rock plus lourd (sur le morceau éponyme), un groove jazzy (Human Vegetable) ou jitterbug (Walk Away). Le morceau Bored Teenagers rappelle le précédent essai Playing Folk Songs, tandis que My Girl présente pour la première fois une facette du groupe plus introspective. La couverture de l'album, orientée autour du thème des zombies, est annonciateur du projet suivant, Attack of the Living Dead Punkers.
Le clip Human Vegetable, issue de Underground City, mêle les tranches de vie d'une marionnette dépressive, entre tentatives de suicide, séances de thérapie et errances sur internet, et des images de live du groupe en noir et blanc. Le clip Daddy Was a Dirty Punk aussi extraite de Underground City relate les déboires d'un punk avec un nourrisson trouvé sur le pas de sa porte.

### Riot in the Pit(depuis 2013)
Dirty Fonzy fêtent leurs 10 années d’existence avec la sortie de l'album Riot in the Pit, le 15 décembre 2013,. Riot in the Pit est mixé par Fred Norguet et est présenté par leur label comme étant « pur punk-rock ». Le groupe part en tournée en soutien à l'album et pour célébrer ses dix ans. Dirty Fonzy joue notamment au début de 2014 au Bar Le Tigre de Sélestat avec Billy Hornett et au Noctambule à la MJC d’Albui.

## Influences
Les principales influences du groupe sont les Ramones, les Clash et Rancid. Dirty Fonzy revendique autant l'influence de groupes politisés comme les Dead Kennedys que celle de formations plus légères, regroupée sous l'appellation de pop punk, comme Screeching Weasel, les Teenage Bottlerocket ou les Copyrights.

## Projets parallèles
Le chanteur et guitariste du groupe, Angelo Papas, participe au groupe Opium du Peuple avec Guillaume du groupe punk hardcore Condkoi, Kristof et Iñaki du groupe ska basque Skunk.
Dirty Fonzy collaborera avec le groupe Babylon Circus durant une année, entre 2006 et 2007, au sein d'un projet appelé Dirty Babylon Breaker, lors d'une tournée européenne. Le collectif proposait la rencontre du punk rock et du reggae, sur le modèle de certains groupes comme les Clash. Les deux groupes étaient d'ailleurs accompagnés de rappeurs (Khod Breaker en 2006, Lucien Sezes du groupe IPM en 2007).
Officiant au poste de batteur au sein de Dirty Fonzy depuis fin 2015, Ju DrumsAreCool joue également dans BIAS (punk rock mélodique de Toulouse) et dans Ben&Fist (punk rock fr de Auch/Toulouse).

## Membres

### Membres actuels
- Angelo Papas - chant, guitare (2003-présent)
- El Rooliano - chant, guitare (2021-présent), basse (2014-2021)
- Tchak - basse (2021-présent)
- Ju DrumsAreCool - batterie (2016-présent)

### Anciens membres
- Johnny Guitare - chant, guitare (2003-2021)
- Dirty Midier - trompette, harmonica, chœurs (2003-2016)
- Dadé Kool - batterie (2003-2007, 2010-2016)
- Dirty Gillou - basse, chœurs (2005-2014)
- Camille Gaudou - batterie (2007-2009)
- Fonzy  - basse (2003-2004)

## Discographie
- 2009 : Dirty Fonzy vs. Bad Chickens (split avec Bad Chickens)
- 2009 : Playing Folk Songs
- 2010 : Underground City
- 2012 : Too Old For This Shit
- 2013 : Riot in the Pit
- 2016 : Hangover & Broken Dreams
- 2016 : Punk Rock Amigos ! (split avec Charly Fiasco)
- 2018 : Covering Punk Songs (EP de reprises)
- 2020 : The Sky Can Fall On Us / Still The Worst
- 2023 : Full Speed Ahead
- 2025 : Classic Stories Best Memories

## Vidéographie
| Année | Album                            | Titre                    | Réalisateur                      |
| ----- | -------------------------------- | ------------------------ | -------------------------------- |
| 2008  | Here We Go Again                 | "Here We Go Again"       | N/A                              |
| 2008  | Here We Go Again                 | "Back In Town"           | Félix Catala & Alexandra Le Cann |
| 2008  | Here We Go Again                 | "Dirty Fonzy"            | Julien Dinse                     |
| 2009  | Split Bad Chickens / Dirty Fonzy | "Keep Your Shit"         | Félix Catala & Angelo Papas      |
| 2009  | Playing Folk Songs               | "Million Miles Away"     | Julien Dinse                     |
| 2010  | Underground City                 | "Human Vegetable"        | David Basso                      |
| 2011  | Underground City                 | "Daddy Was A Dirty Punk" | David Basso                      |
| 2011  | Underground City                 | "Abolition Of Work"      | David Basso                      |
| 2011  | Underground City                 | "Brand New Day"          | David Basso                      |
| 2016  | Hangover & Broken Dreams         | "What's Goin' On ?"      | Undergang                        |
| 2016  | Hangover & Broken Dreams         | "Booze 'n Roses"         | Eric Estrade                     |